# Prezident v pořadí
Prezident v pořadí (v anglickém originále Designated Survivor) je americký dramatický politický televizní seriál stanice ABC, vysílaný od roku 2016. Tvůrcem seriálu je David Guggenheim. Hlavní postavu ztvárňuje Kiefer Sutherland. Seriál byl rovnou objednaný jako celá řada  14. prosince 2015, následovalo oficiální potvrzení a trailer 6. května 2016. První řada  měla premiéru 21. září 2016. Stanice objednala druhou řadu v květnu 2017, ta měla premiéru 27. září 2017. Dne 11. května 2018 stanice ABC zrušila seriál po dvou odvysílaných řadách.
5. září 2018 byl oznámeno, že třetí řada čítající 10 dílů bude zveřejněna v roce 2019 na Netflixu. V Česku měl premiéru 29. ledna 2019 na AXN.

## Děj
Během Zprávy o stavu Unie dochází k explozi, ve které umírá prezident a všichni členové amerického kabinetu, kromě Toma Kirkmana, který má v kabinetu na starosti místní rozvoj. Byl jmenován "určeným přeživším" ("designated survivor") a po útoku se tak stává novým prezidentem Spojených států amerických. Nikdo však netuší, že útok byl pouze začátkem toho, co má přijít.

## Obsazení

### Hlavní role
- Kiefer Sutherland jako prezident Thomas "Tom" Kirkman
- Natascha McElhone jako První dáma Alex Kirkman
- Adan Canto jako Aaron Shore
- Italia Ricci jako Emily Rhodes
- LaMonica Garrett jako Mike Ritter
- Tanner Buchanan jako Leo Kirkman (1. řada, vedlejší role – 2. řada)
- Kal Penn jako Seth Wright
- Maggie Q jako Hannah Wells, agentka FBI
- Paulo Costanzo jako Lyor Boone (2. řada)
- Zoe McLellan jako konzultantka Kendra Daynes (2. řada)
- Ben Lawson jako Damian Rennett (2. řada)

### Vedlejší role
- Tanner Buchanan jako Leo Kirkman
- Mckenna Grace jako Penny Kirkman
- Peter Outerbridge jako Charles Langdon
- Malik Yoba jako Jason Atwood
- Kevin R. McNally jako Harris Cochrane
- Virginia Madsen jako Kimble Hookstraten
- Ashley Zukerman jako Peter MacLeish
- George Tchortov jako Nestor Lozano
- Reed Diamond jako John Forstell
- Mykelti Williamson jako admirál Chernow
- Michael Gaston jako James Royce
- Mariana Klaveno jako Brooke Mathison
- Jake Epstein jako Chuck Russink
- Lara Jean Chorostecki jako Beth MacLeish
- Rob Morrow jako Abe Leonard
- Geoff Pierson jako Cornelius Moss
- Mark Deklin jako Jack Bowman
- Kearran Giovanni jako Diane Hunter
- Terry Serpico jako Patrick Llyod
- Richard Waugh jako Jay Whitaker
- Breckin Meyer jako Trey Kirkman
- Michael J. Fox jako Ethan West
- Nora Zehetner jako Valeria Poriskova
- Aunjanue Ellis jako starostka Ellenor Darby

## Vysílání
| Řada | Díly | Premiéra v USA | Premiéra v USA  | Premiéra v ČR     | Premiéra v ČR     |
| Řada | Díly | První díl      | Poslední díl    | První díl         | Poslední díl      |
| ---- | ---- | -------------- | --------------- | ----------------- | ----------------- |
| 1    | 21   | 21. září 2016  | 17. května 2017 | 29. ledna 2019    | 9. dubna 2019     |
| 2    | 22   | 27. září 2017  | 16. května 2018 | 5. února 2020     | 1. září 2020      |
| 3    | 10   | 7. června 2019 | 7. června 2019  | 1. listopadu 2021 | 20. prosince 2021 |

## Produkce
Seriál byl 14. prosince 2015 objednaný jako celá řada, následovalo oficiální potvrzení a trailer 6. května 2016. Celý trailer měl premiéru 17. května 2016. Tvůrcem seriálu je David Guggenheim a hlavní hvězdou je Kiefer Sutherland. Výkonnými producenty jsou Simon Kinberg, Sutherland, Suzan Bymel, Aditya Sood a Nick Pepper. Paul McGuigan režíroval pilotní epizodu. Amy B. Harris měla být dalším výkonným producentem, ale v únoru 2016, poté co byl seriál oficiálně vybrán stanicí, projekt opustila a nahradil jí Jon Harmon Feldman.
Seriál produkuje The Mark Gordon Company a ABC Studios, natáčí se v Torontu v Kanadě.
První řada  měla premiéru 21. září 2016. Stanice objednala druhou řadu v květnu 2017 a ta měla premiéru 27. září 2017. Dne 11. května 2018 stanice ABC zrušila seriál po dvou odvysílaných řadách.

### Obsazení
Poté, co seriál odkoupila stanice ABC, bylo potvrzeno, že Keifer Sutherland bude hrát hlavní roli Toma Kirkmana, člena kabinetu, který se po útoku stává prezidentem Spojených států amerických. V únoru 2016 bylo potvrzeno, že Kal Penn, Maggie Q, Natascha McElhone a Italia Ricii se připojili k seriálu. Pár dní poté se k obsazení připojil Adan Canto a LaMonica Garrett.
Ke druhé řadě se v hlavních rolích připojili Paulo Costanzo, Zoe McLellan a Ben Lawson.

### Vysílání
Ve Spojených státech seriál vysílá od 21. září 2016 stanice ABC a v Kanadě stanice CTV. Netflix vysílá seriál mimo USA a Kanadu.

### Ocenění
| Rok  | Ocenění                           | Kategorie                             | Nominovaný          | Výsledek  |
| ---- | --------------------------------- | ------------------------------------- | ------------------- | --------- |
| 2016 | TV Guide                          | Nejzajímavější nový seriál            | Designated Survivor | vítězství |
| 2016 | Critics' Choice Television Awards | Nejzajímavější nový seriál            | Designated Survivor | vítězství |
| 2017 | People's Choice Awards            | Nejoblíbenější nový dramatický seriál | Designated Survivor | nominace  |
| 2017 | People's Choice Awards            | Nejoblíbenější herec v novém seriálu  | Kiefer Sutherland   | nominace  |
| 2017 | Cena Saturn                       | Nejlepší akční/thrillerový seriál     | Designated Survivor | nominace  |